# United States Air Force
Die 1947 gegründete United States Air Force (USAF) ist die Luftstreitkraft der Streitkräfte der Vereinigten Staaten von Amerika. Sie ist die zweitstärkste der fünf Teilstreitkräfte und einer der acht Uniformed Services of the United States. Hauptaufgabe der USAF ist die „Verteidigung der Vereinigten Staaten durch die Kontrolle und Ausnutzung von Luftraum und Weltall“. Das Hauptquartier (Headquarters United States Air Force) befindet sich im Pentagon in Virginia.
Im September 2021 gehörten der US Air Force 330.678 Soldaten an, darunter 64.873 Offiziere. Außerdem waren 152.477 zivile Mitarbeiter bei der USAF beschäftigt. Die unmittelbare Reserve umfasste 2021 noch weitere 70.300 dem Air Force Reserve Command unterstellte Soldaten sowie die Air National Guard mit 108.100 Soldaten. Die US Air Force stellte 2020 rund ein Viertel der Gesamtstärke der US-Streitkräfte von ca. 1,3 Millionen Personen.
Im Geschäftsjahr 2022 gehörten 5.451 Luftfahrzeuge, zuzüglich 406 Interkontinentalraketen, wodurch sie einen Teil der US-Atomstreitmacht bildet, zum Inventar. Die USAF unterhält weltweit 85 große Militärflugplätze (Air Force Base), davon 72 auf amerikanischen Territorien und acht in Europa, dazu noch einmal 82 kleinere Stützpunkte und fast ebenso viele Basen der Reservestreitkräfte.
Mit Hinblick auf ihr Aufgabenspektrum, ihre globale Aufstellung, ihre Vorreiterrolle im All und ihre Schlagkraft gilt die USAF in den Strategischen Studien als die am besten aufgestellte Luftstreitmacht weltweit.

## Geschichte

### Vorgeschichte
Die United States Air Force geht auf eine experimentelle Fliegertruppe der Fernmeldeeinheit der United States Army zurück, die 1907 die Bezeichnung Aeronautical Division, U.S. Signal Corps erhielt. Das Kriegsministerium der Vereinigten Staaten vergrößerte den Verband, der ab 1914 unter dem Namen Aviation Section, U.S. Signal Corps firmierte, im Ersten Weltkrieg massiv und verbesserte seine Ausrüstung, allerdings geschah dies zu spät, um im Rahmen der US-Kriegsbeteiligung 1917/18 mit den Fliegertruppen der europäischen Großmächte konkurrieren zu können. 1918 erhielt die militärische Luftfahrt der Vereinigten Staaten die Bezeichnung Air Service, United States Army.

Kokarde des Army Air Corps

Die Zwischenkriegszeit war von der Institutionalisierung verschiedener Aspekte geprägt, weil das – von Juli 1926 bis Juni 1941 – US Army Air Corps trotz geringer Größe wesentliche Aspekte der Luftkriegsführung professionalisierte. Dies betraf vor allem die Beschaffung von Ausrüstung, die Ausbildung der Soldaten und deren Stationierung. Hiermit ging die Schaffung regionaler und aufgabenbezogener Zuständigkeitsbereiche, beispielsweise der militärische Schutz der Küsten der Vereinigten Staaten einher.
Nach dem japanischen Angriff auf Pearl Harbor Anfang Dezember 1941 zogen die US Army Air Forces (USAAF) in den Zweiten Weltkrieg gegen die Achsenmächte. Innerhalb der folgenden fast vier Kriegsjahre mit einem riesigen finanziellen und personellen Aufwand auf enormen Umfang erweitert, erkämpften sie auf dem europäischen wie pazifischen Kriegsschauplatz zusammen mit den Marinefliegern der US Navy die Luftherrschaft bis hin zur völligen Dominanz. Am Ende dieses Krieges eröffneten Flugzeuge der USAAF einen neuen Abschnitt in der Geschichte der Menschheit, als sie im August 1945 mit den Atombombenabwürfen auf Hiroshima und Nagasaki zum ersten und bislang einzigen Mal Atomwaffen zum Einsatz gegen ein anderes Land brachten. Die US-Luftwaffe behauptet bis heute ihre Position als mit Abstand stärkste Luftstreitmacht der Welt.
Nach dem Krieg wurden die Streitkräfte neu organisiert und am 21. März 1946 drei neue Luftwaffenkommandos gegründet: Zur Unterstützung der Bodentruppen das Tactical Air Command, für die Reservestreitkräfte und Heimatverteidigung das Air Defense Command und für die strategischen Bomber und Aufklärer das Strategic Air Command, das später auch mit landgestützten Interkontinentalraketen ausgerüstet wurde. Es entwickelte sich in den Folgejahren zum mächtigsten Militärverband der westlichen Welt.
Die Luftstreitkräfte der USA mit Ausnahme der Marineflieger wurden mit der Gründung der United States Air Force (USAF) durch den National Security Act vom 26. Juli 1947, der am 18. September des Jahres in Kraft trat, schließlich zur selbstständigen Teilstreitkraft.

### Kalter Krieg
Während der Berlin-Blockade 1948–1949 versorgten „Rosinenbomber“, überwiegend aus den Reihen der USAF und der britischen Royal Air Force, die Stadt fast ein Jahr lang über eine Luftbrücke, mit 278.000 Flügen und 2,1 Millionen Tonnen befördertem Material die bis heute größte Lufttransport-Operation überhaupt. Dabei verwendete die Air Force in der Operation Vittles getauften Operation vor allem Transportflugzeuge der Typen Douglas C-47, Douglas C-54 Skymaster und Lockheed C-121 Constellation.
1949 führten Marine- und Luftkriegsstrategen eine intensive Debatte darüber, auf welcher Teilstreitkraft die Vereinigten Staaten ihre Strategie aufbauen sollten, da das Budget für einen simultanen Aufbau einer strategischen Bomberflotte und die Aufstellung weiterer Flugzeugträgerverbände nicht ausreichte. Die Marine argumentierte mit dem erfolgreichen Einsatz der Flugzeugträger im Pazifikkrieg, während die Air Force das kaum einzugrenzende Potenzial der Luftkriegsführung betonte. Die Kündigung einiger Flugzeugträgeraufträge veranlasste hohe Marineoffiziere zum so genannten Aufstand der Admirale, der eine Aufspaltung der Nuklearkapazitäten der Vereinigten Staaten auf beide Teilstreitkräfte führte. Demgegenüber setzte sich die Air Force mit dem Aufbau einer strategischen Bomberflotte durch.
Der Koreakrieg 1950–1953 war der erste Kriegseinsatz der Air Force als eigenständige Teilstreitkraft. Sie ordnete alle im Fernen Osten stationierten Flugzeuge und Formationen dem Oberkommando Far East Air Forces (FEAF) unter dem Befehl von Lieutenant General George E. Stratemeyer. In Korea erlebte die USAF die ersten Luftkämpfe zwischen Düsenflugzeugen untereinander. Das Verteidigungsministerium zog aus dem dreijährigen Einsatz die Lehre, dass ein aufwändiger Aufbau der Sollstärke zu Kriegszeiten eine Zeit- und Ressourcenverschwendung darstellte. Insgesamt hatte die Air Force 721.000 Einsätze geflogen und 476.000 t Material befördert. Während des gesamten Krieges schoss sie über 900 gegnerische Flugzeuge ab, verlor aber selbst 1466 Maschinen und erlitt darüber hinaus über 600 anderweitige Verluste.
Seit dem Ende des Kalten Krieges haben die Vereinigten Staaten stetig ihren Bestand an Flugzeugen abgebaut. Zusammen mit der Marine und der Marineinfanterie verfügte die Luftwaffe 1992 über 5783 Kampfflugzeuge, im Jahr 2000 waren es noch 3985 und 2008 3542. Die strategische Bomberflotte verringerte sich von 276 (1992) über 208 (2000) auf 189 Maschinen (2008).

### Kurzer historischer Überblick

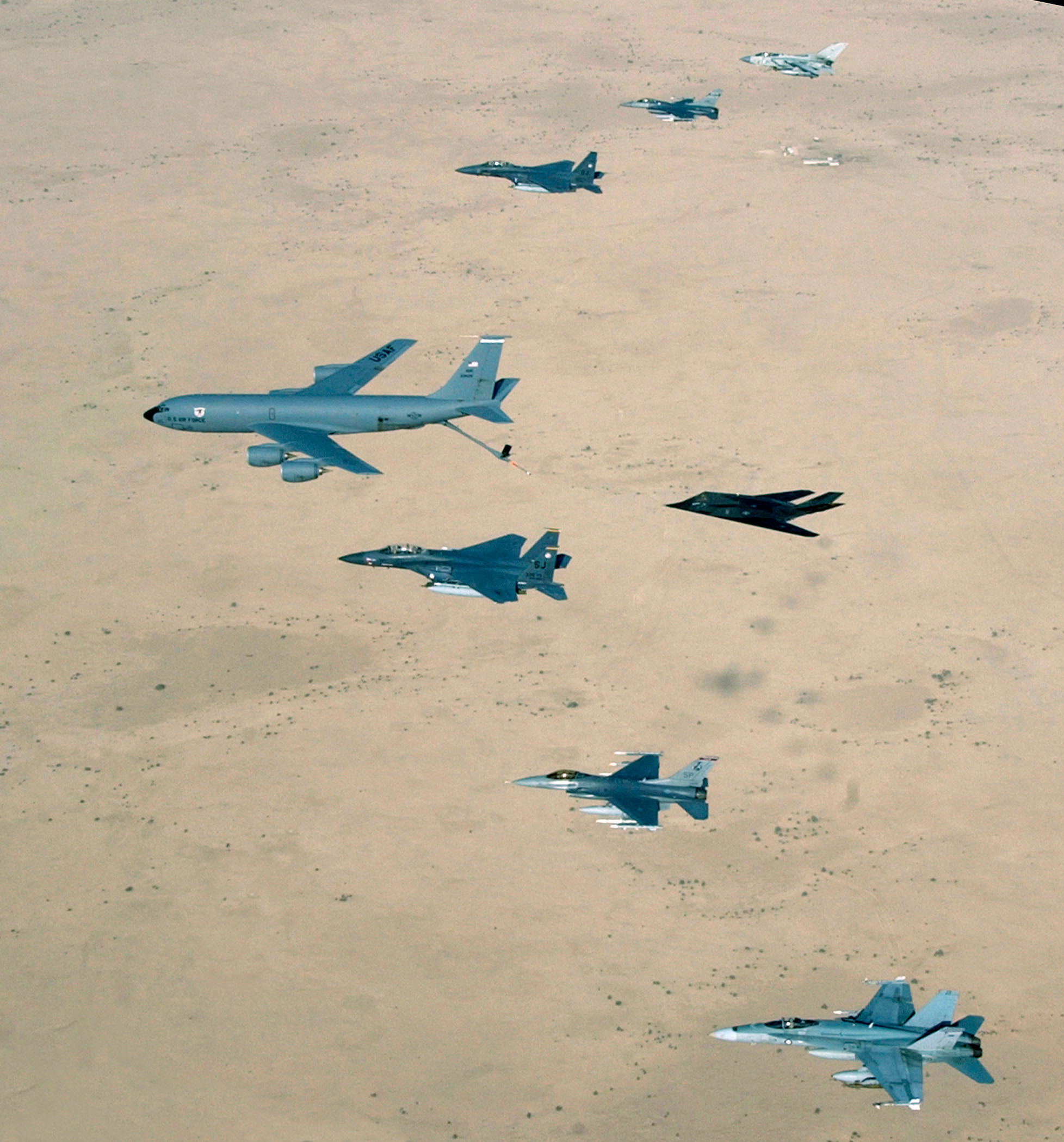
Flugzeuge des 379th Air Expeditionary Wing und Jets der Koalitionsstreitkräfte über der irakischen Wüste, 14. April 2003. Die Gruppe besteht aus den Typen KC-135 Stratotanker, F-15E Strike Eagle, F-117 Nighthawk, F-16CJ Falcon, einem britischen Tornado GR4 und einer australischen F/A-18 Hornet.

- 1947–1992 Einsatzbereitschaft mit kernwaffenbestückten Bombenflugzeugen und später mit Boden-Boden-Raketen im Kalten Krieg.
- 1950–1953 Koreakrieg.
- 1964 Simba-Rebellion in der Kongo-Krise
- 1964–1973 Vietnamkrieg.
- 1973 Operation Nickel Grass, Luftbrücke mit Waffen nach Israel während des Jom-Kippur-Krieges.
- 1980 Operation Eagle Claw, Geiselrettungsversuch im Iran.
- 1986 Operation El Dorado Canyon, Bombenangriff in Libyen.
- 1990–1991 Operation Desert Shield, Schutz von Saudi-Arabien vor dem Irak.
- 1991 Operation Desert Storm gegen den Irak.
- 1991–1996 Operation Provide Comfort, Flugverbotszone Nord für 36°N im Irak.
- 1991–2003 Operation Southern Watch, Flugverbotszone Süd für 33°N im Irak.
- 1993–1995 Operation Deny Flight, Flugverbotszone über Bosnien-Herzegowina.
- 1995 Operation Deliberate Force, Bombenangriff in Bosnien-Herzegowina.
- 1996 Operation Desert Strike, Bombenangriff im Irak.
- 1997–2003 Operation Northern Watch Flugverbotszone Nord für 36°N im Irak
- 1998 Operation Desert Fox, Bombenangriff im Irak.
- 1999 Operation Allied Force, Bombenangriff im Kosovo und Serbien.
- 2001–2014 Operation Enduring Freedom, Bombenangriff in Afghanistan.
- 2003–2010 Operation Iraqi Freedom, Invasion und Bombenangriff im Irak.
- 2011 Operation Odyssey Dawn, Flugverbotszone über Libyen.

## Auftrag und Doktrin

### Verfassungsrechtliche Grundlage
Die Existenz der United States Air Force ist im Gegensatz zum Heer und der Marine nicht wörtlich in der Verfassung der Vereinigten Staaten legitimiert. Den Sätzen 12–14 in Artikel I, Abschnitt 8 zufolge hat der Kongress das Recht, „Armeen aufzustellen und zu unterhalten“ und „Reglements für Führung und Dienst der Land- und Seestreitkräfte zu erlassen“. Auch Satz 1 der Sektion 2 des Artikels II, der Einzigen weiteren Passage, die militärische Kräfte erwähnt, besagt, dass „[d]er Präsident […] Oberbefehlshaber der Armee und der Flotte der Vereinigten Staaten und der Miliz der Einzelstaaten“ ist. Den Aufbau von Luftstreitkräften verweigern jedoch ausschließlich die beiden wörtlichen Lesarten der Verfassungsinterpretation, während zwei andere, Modernisten und Normativisten sie zulassen. Vertreter des Originalismus sind über die Frage gespalten, je nach Stärke ihrer Ansichten. Den befürwortenden Strömungen dient das Beispiel der Air force häufig als Widerlegung wörtlicher Verfassungslesarten. Die Befürworter der Zulässigkeit der Luftstreitkräfte argumentieren darüber hinaus in drei anderen Strängen. Zum einen seien Luftstreitkräfte unter dem Dach des Heeres oder der Marine zulässig, zum anderen könne auch eine zunächst verfassungsgetreue Benennung des militärischen Luftfahrtministeriums das Problem nominalistisch lösen. Von wesentlich größerer Bedeutung ist jedoch die Argumentation, dass es bis zu einem gewissen Grad dem Urteil der Bundesregierung unterliege, welche Behörden zur Regierungsführung vonnöten sind (Necessary and Proper Clause).

### Bundesgesetz
Die Verfassung der Vereinigten Staaten enthält in der Tradition des common law nur allgemeine Bestimmungen. Es obliegt daher der Bundesgesetzgebung, den Auftrag der Luftstreitkräfte auszuarbeiten. Das Zehnte Buch des United States Code gestaltet in § 8062 den Auftrag der Air Force folgendermaßen aus:
(a) Es ist das Bestreben des Kongresses, eine Luftstreitmacht bereitzustellen, die in Verbindung mit den anderen bewaffneten [Teil]Streitkräften dazu in der Lage ist
(1) der Vereinigten Staaten, ihrer Nationengemeinschaft [Commonwealth] und Besitzungen Frieden und Sicherheit zu bewahren, sowie ihre Verteidigung aufzubieten, ebenso wie all derjeniger Gebiete, die von den Vereinigten Staaten besetzt worden sind;
(2) die nationale Politik zu unterstützen;
(3) die nationalen Zielvorstellungen umzusetzen;
(4) jeglichen Staat, der aggressive Handlungen begeht, die den Frieden und die Sicherheit der Vereinigten Staaten gefährden, zu bezwingen.
In den Abschnitten (e) und (f) wird die Stärke der Air Force auf ein Höchstmaß festgesetzt. Demzufolge ist die Regular Air Force, also die Berufsluftstreitkräfte, auf 70 Gruppen unter Berücksichtigung aller für eine volle Einsatzstärke benötigten Hilfstruppen wie Reservisten, Versorgungseinheiten u. ä. beschränkt. Die Obergrenze an technischer Ausrüstung liegt für die gesamte Streitmacht unter der Aufsicht des Secretary of the Air Force bei 24.000 Fluggeräten oder 25.000 Flugwerktonnen. Diese Beschränkung greift nicht für Raketen.

### Doktrin
Der Auftrag der United States Air Force bewegt sich im Kontext desjenigen der Gesamtstreitkräfte. Er wird im Schlagwort Global Vigilance, Reach and Power (deutsch: „Globale Wachsamkeit, Reichweite und Schlagkraft“) zusammengefasst, der aus drei Kernkompetenzen besteht: der Schaffung von Airmen (wörtlich übersetzt: „Luftmänner“), der hochtechnisierten Kriegsführung und Integrativen Operationen.
Diese Zielvorstellung soll sich laut Doktrin in sechs Grundfähigkeiten niederschlagen:
Die „Überlegenheit in der Luft und im Weltraum“ (Air and Space Superiority) sieht die Air Force als integralen Bestandteil streitkräfteübergreifender Operationen zu Lande, zu Wasser, in der Luft und im All an. Die „Globale Angriffsfähigkeit“ (Global Attack) besteht aus der technischen Überlegenheit der Luftstreitmacht und der Möglichkeit, jederzeit und überall mit der nötigen Präzision zu intervenieren. Der Kern des Begriffs „Präzisionseinsatz“ (Precision Engagement) liegt in der Fähigkeit, eine ausreichende starke Kraft gegen ausgewählte Ziele einzusetzen, da nach Ansicht der USAF der Charakter als auch die Bandbreite des Einsatzspektrums einen präzisen und verlässlichen Gebrauch militärischer Stärke nötig machen, um Risiken wie Kollateralschäden zu begrenzen. „Übermacht in der verfügbaren Information“ (Information Superiority) definiert sie als Begabung eines Kommandeurs, einen möglichst hohen Anteil des verfügbaren Informationsmaterials aufzugreifen und für seine Gefechtsführung nutzbar zu machen. „Bewegliche Kampfunterstützung“ (Agile Combat Support) umfasst eine möglichst günstige Gefechtsaufstellung, die mit einer ausreichenden Zufuhr an Ressourcen einhergehen muss. Dies trifft auf alle Verbände zu, von der Alarmbereitschaft bis zur Expeditionsstreitkraft.

## Organisation

Siegel des Department of the Air Force

Die USAF ist die für den Luftraum zuständige Teilstreitkraft der US-Streitkräfte. An der Spitze ihrer militärischen Führung steht der Chief of Staff, USAF (CSAF, dt. Stabschef), der gemeinsam mit den Befehlshabern der anderen Teilstreitkräfte (mit Ausnahme des Commandant of the Coast Guard) zu den Joint Chiefs of Staff gehört, der militärischen Führungsebene im US-Verteidigungsministerium (Department of Defense). Der Stabschef wird in der Regel für vier Jahre vom US-Präsidenten berufen und dient als Vermittler zwischen der Verwaltung und den Soldaten. Seit September 2023 ist General David W. Allvin Stabschef der USAF.
Daneben bildet das Department of the Air Force (Luftwaffenamt) als Teil des Verteidigungsministeriums die oberste zivile Verwaltungsebene der USAF mit dem Secretary of the Air Force (Luftwaffenstaatssekretär) an der Spitze.
Außerdem lässt sich unterscheiden:
- Die Luftstreitkraft (U.S. Air Force)
- Die Luftstreitkraft der Reserve (U.S. Air Force Reserve)
- Die Luft-Nationalgarde (Air National Guard)

### Budget
Die US Air Force fordert im Haushaltsjahr 2021 ein Budget von 153,6 Mrd. US-Dollar, das entspricht 20,7 % des gesamten Verteidigungshaushalts von 740.5 Milliarden US-Dollar.
Das Budget der Air Force sinkt. 2019 machte es noch 156.3 Milliarden US-Dollar. Der Grund dafür ist die Abspaltung der U.S. Space Force von der US Air Force.
Im Haushaltsjahr 2022 schlägt die Air Force ein Budget von 172,6 Mrd. US-Dollar vor.

### Hauptkommandos
Die USAF ist in zehn Hauptkommandos (major commands) unterteilt, die entweder funktionale oder regionale Ausrichtung haben.
Funktionalkommandos
- Air Combat Command (ACC) – Angriff, Bombardierung, Aufklärung und Überwachung
- Air Education and Training Command (AETC) – Ausbildung und Übung
- Air Force Global Strike Command (AFGSC) – landgestützte Interkontinentalraketen, Atomwaffen
- Air Force Materiel Command (AFMC) – Forschung, Technologie, Wartung und National Museum of the United States Air Force
- Air Force Reserve Command (AFRC) – Reserve
- Air Force Space Command (AFSPC) – Raketen, Satelliten und GPS, Cyberkriegsführung
- Air Force Special Operations Command (AFSOC) – Spezialeinsätze
- Air Mobility Command (AMC) – Lufttransport und Luftbetankung

Regionalkommandos
- U.S. Air Forces in Europe (USAFE) – Vertretung der USAF in Europa
- Pacific Air Forces (PACAF) – Vertretung der USAF im pazifischen Raum

### Weitere Untergliederung
An der Spitze jedes Hauptkommandos steht ein Offizier im Generalsrang. Einem Kommando sind bis zu zwei nummerierte Luftflotten (Numbered Air Forces) zugeordnet, von denen es insgesamt 20 aktive gibt. Diese bestehen wiederum aus mindestens zwei Geschwadern (Wings). Eine Air Force Base der USAF ist typischerweise um eine solche Wing herum organisiert; größere Basen beherbergen entsprechend mehrere Wings oder eine Numbered Air Force. Die Wings setzen sich aus Gruppen (Groups) zusammen, denen jeweils ein bestimmter Flugzeugtyp zugewiesen wird. Flugzeuge und Personal einer Gruppe werden bei Einsätzen und Übungen in der Regel zusammen eingesetzt, also nicht auf verschiedene Missionen aufgeteilt. Unterhalb der Gruppe steht die Staffel (Squadron), die grundlegende Einheit der amerikanischen Luftstreitkräfte. Als Beispiel für diese Hierarchie gehören neun Transporter vom Typ Lockheed C-141 zum 730th Airlift Squadron, 452nd Air Mobility Wing, 4th Air Force, Air Force Reserve Command.
Daneben existieren weitere organisatorische Unterteilungen.

### Dienstgrade
Kleine Auswahl an Dienstgraden
| Offiziere der United States Air Force | Offiziere der United States Air Force | Offiziere der United States Air Force | Offiziere der United States Air Force | Offiziere der United States Air Force | Offiziere der United States Air Force | Offiziere der United States Air Force | Offiziere der United States Air Force | Offiziere der United States Air Force | Offiziere der United States Air Force | Offiziere der United States Air Force | Offiziere der United States Air Force |
| US-Soldstufe                          | O-10                                  | O-10                                  | O-9                                   | O-8                                   | O-7                                   | O-6                                   | O-5                                   | O-4                                   | O-3                                   | O-2                                   | O-1                                   |
| ------------------------------------- | ------------------------------------- | ------------------------------------- | ------------------------------------- | ------------------------------------- | ------------------------------------- | ------------------------------------- | ------------------------------------- | ------------------------------------- | ------------------------------------- | ------------------------------------- | ------------------------------------- |
| Schulterklappe                        |                                       |                                       |                                       |                                       |                                       |                                       |                                       |                                       |                                       |                                       |                                       |
| Dienstgrad                            | General of the Air Force1             | General                               | Lieutenant General                    | Major General                         | Brigadier General                     | Colonel                               | Lieutenant Colonel                    | Major                                 | Captain                               | First Lieutenant                      | Second Lieutenant                     |
| Abkürzung                             | GOAF                                  | Gen                                   | Lt Gen                                | Maj Gen                               | Brig Gen                              | Col                                   | Lt Col                                | Maj                                   | Capt                                  | 1stLt                                 | 2ndLt                                 |
| NATO-Rangcode                         | OF-10                                 | OF-9                                  | OF-8                                  | OF-7                                  | OF-6                                  | OF-5                                  | OF-4                                  | OF-3                                  | OF-2                                  | OF-1                                  | OF-1                                  |

## Ausrüstung

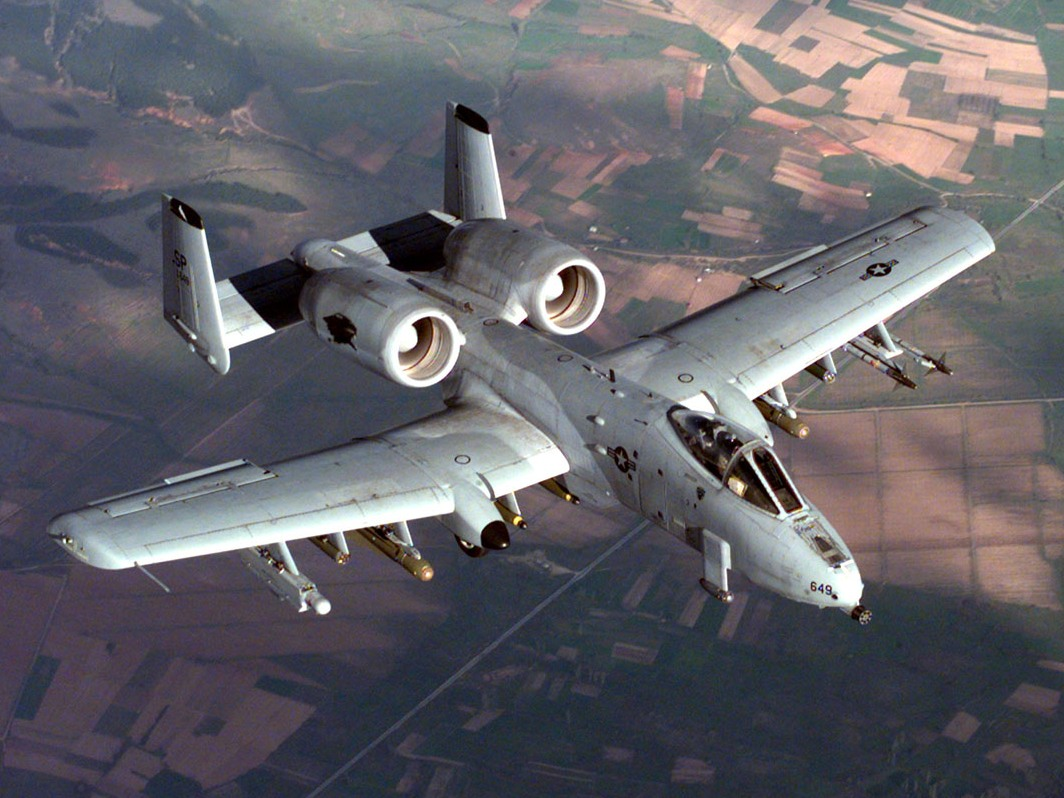
A-10 Thunderbolt II (Erdkampfflugzeug)

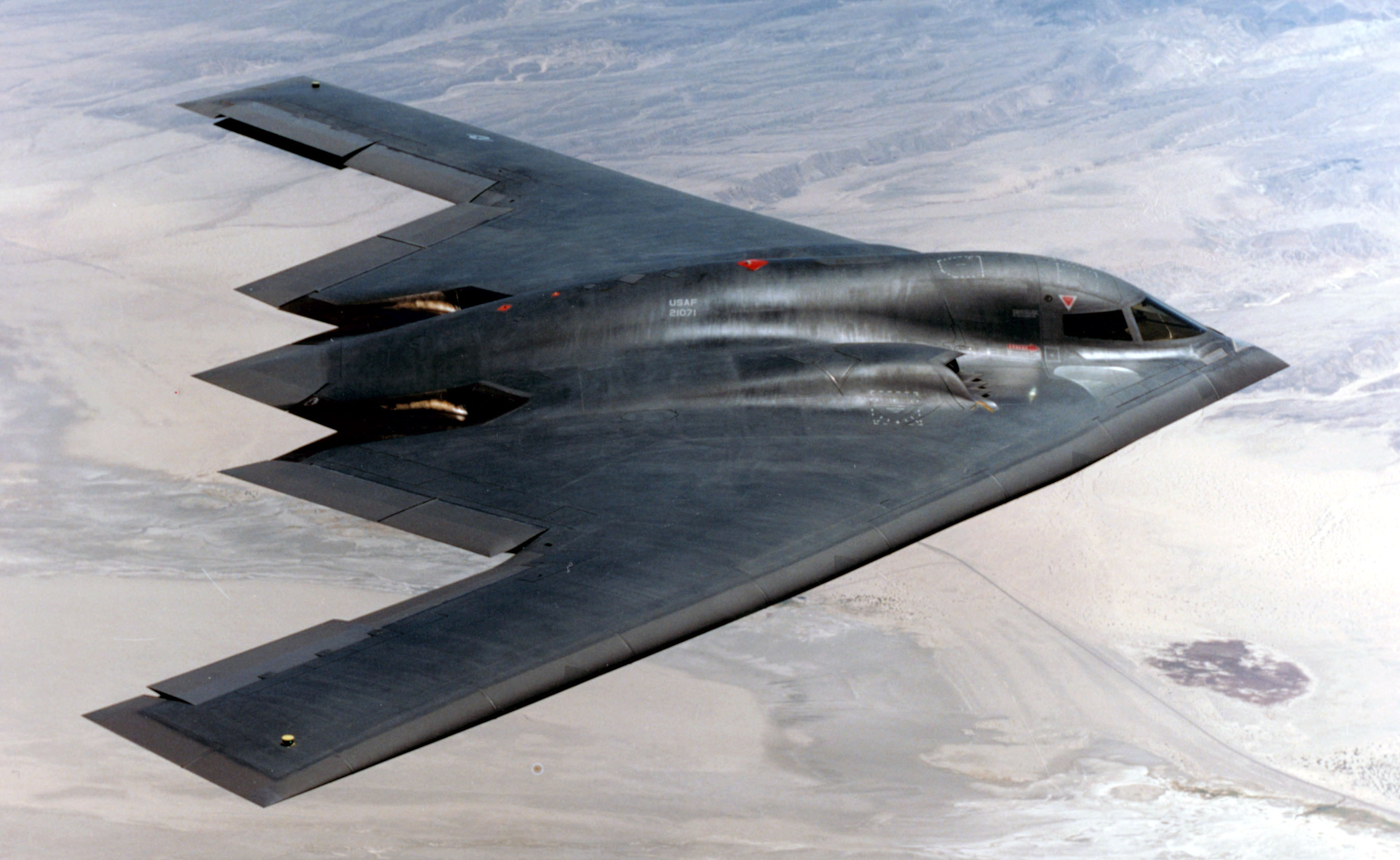
B-2 Spirit (Bomber)

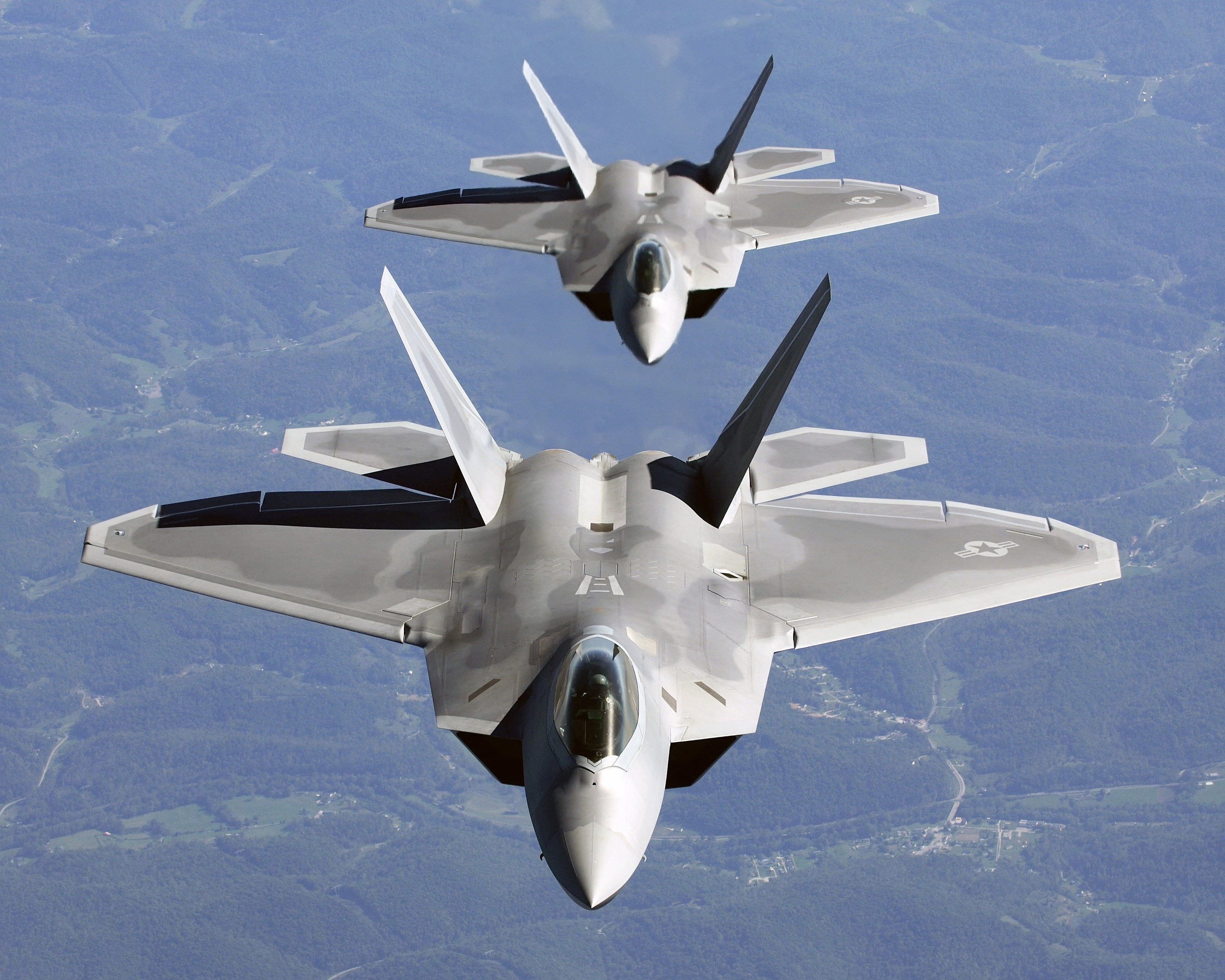
F-22 Raptor (Jäger)

### Luftfahrzeuge
Insgesamt besitzt die USAF 5.154 Luftfahrzeuge. (Stand: Geschäftsjahr 2023)
Jagd-, Angriffsflugzeuge
- A-10 Thunderbolt II
- AC-130 Spectre/Spooky
- F-15 Eagle/Strike Eagle
- F-16 Fighting Falcon
- F-22 Raptor
- F-35 Lightning II

Bomber
- B-1 Lancer
- B-2 Spirit
- B-52 Stratofortress

Transportflugzeuge
- C-5 Galaxy
- C-12 Huron
- C-17 Globemaster III
- C-21
- C-32
- C-37
- C-40 Clipper
- C-130 Hercules

Tankflugzeuge
- KC-10 Extender
- KC-135 Stratotanker
- KC-46 Pegasus

Aufklärungsflugzeuge
- E-3 Sentry
- E-4 Nightwatch
- E-8 Joint STARS
- E-9A
- E-11A
- EC-37B Compass Call
- EC-130 Compass Call/Commando Solo
- N/R/WC-135
- U-2 Dragon Lady

Drohnen
- RQ-4 Global Hawk
- MQ-9 Reaper

Sonstige
- VC-25
- UV-18B

Kipprotorflugzeuge
- CV-22

Hubschrauber
- UH-1
- MH-139
- HH-60

Trainingsflugzeuge/Hubschrauber
- A-29
- T-1 Jayhawk
- T-6 Texan II
- T-7
- T-38 Talon
- T-41 Mescalero
- T-51
- T-53A
- TC-135
- TG-15
- TG-16A
- TH-1H

### Waffen
Zusätzlich verfügt die Teilstreitkraft über 450 Interkontinentalraketen und 46 Satelliten für Kommunikation (Milstar), Navigation (Global Positioning System) und Aufklärung. Dazu kommt die Bewaffnung der Soldaten, wie die Gewehre und Pistolen. Folgende Flugkörper und Bomben werden eingesetzt:
Luft-Luft-Flugkörper
- AIM-7M Sparrow
- AIM-9M/X Sidewinder
- AIM-120C/D AMRAAM
- AIM-260 JATM

Luft-Boden-Flugkörper
- AGM-65D/G/H/K/L Maverick
- AGM-114K/M/N/R Hellfire
- AGM-154 JSOW
- AGM-176 Griffin
- AGR-20 APKWS
- Stand-in Attack Weapon

Seezielflugkörper
- AGM-158C LRASM

Marschflugkörper
- AGM-158A/B/D JASSM

Anti-Radar-Flugkörper
- AGM-88B/C/F/G HARM

Radarköder
- Miniature Air Launched Decoy

Bomben
- GBU-10/-12 Paveway II
- GBU-24 Paveway III
- JDAM
- Mk 82/84
- Small Diameter Bomb
- CBU-87/-89/-97/-105
- GBU-15
- GBU-43/B Massive Ordnance Air Blast
- GBU-53/B
- GBU-57 Massive Ordnance Penetrator

### Weiterentwicklung
Die Air Force betreibt derzeit eine Reihe von Modernisierungs- und Neuentwicklungsprogrammen. Zudem hatten sich seit dem Beginn des Kriegs gegen den Terror die Anforderungen an die amerikanische Luftwaffe verändert: Angesichts überwiegender Guerillataktik des Gegners wurden zunehmend die Fähigkeit zur Aufklärung und Überwachung von Bodengebieten gefordert.
Wichtigstes Entwicklungsprogramm ist die Lockheed Martin F-35, die sämtliche Kampfflugzeugmodelle der Marine ersetzen und zusammen mit dem Luftüberlegenheitsjäger Lockheed Martin F-22 den zukünftigen Kampfflugzeugbestand der Luftwaffe stellen soll. Das erste Flugzeug wurde 2011 an die US Air Force übergeben. 2016 erklärten die Luftstreitkräfte die F-35 für operationsfähig. Insgesamt sollen 1.763 F-35A beschafft werden. Das Entwicklungs- und Neubeschaffungsprogramm der F-35 hat teilweise mit Schwierigkeiten zu kämpfen. So könnten sich die Gesamtkosten am Ende der Einsatzzeit auf 1,7 Billionen Dollar belaufen. Ebenfalls gab es schon öfters technische Probleme. Ende 2022 mussten alle Maschinen wegen eines Triebwerksproblem stillgelegt werden.
Zu den ältesten Maschinen gehören die Tankflugzeuge vom Typ Boeing KC-135, die bis zu 48 Jahre alt sind. Seit dem Jahr 2001 gibt es politische und ausschreibungsrechtliche Auseinandersetzungen um die Auswahl eines Nachfolgemodells. 2011 wurde der Auftrag, mit der KC-46, an Boeing vergeben. Die erste der neuen 179 Maschinen wurde 2019 an die US Air Force übergeben. Auch bei diesem Programm gibt es mehrere Probleme. 2022 entdeckte Boeing ein Problem beim Öffnen der Notausgänge. Außerdem gibt es beim Tankausleger mehrere Komplikationen. Unter anderem haben die Sensoren Probleme mit manchen Lichtverhältnissen und Ende 2022 beschädigt der Tankausleger das Heck des Tankers.
Mitte der 20er Jahre sollen die B-1 Lancer und B-2 Spirit durch 100 B-21 Raider abgelöst werden. Die geschätzten Kosten belaufen sich auf schätzungsweise 700 bis 750 Millionen Dollar pro Flugzeug. Ende 2022 wurde der erste Tarnkappenjet vorgestellt, welcher 2023 auf Erprobungsflüge gehen soll.
Die US Air Force strebt an, die mittlerweile über 50 Jahre alten T-38 Talon zu ersetzen. 2018 wurde ein 9,2 Milliarden Dollar schwerer Auftrag an Boeing, mit dem Bau von 351 T-7A Red Hawk, vergeben. Der erste Prototyp machte seinen Jungfernflug im Juni 2023. Die Serienproduktion soll 2025 mit 14-monatiger Verspätung starten.
Wegen ständigen Wartungsproblemen und alternder Technik sollen die E-3 Sentry möglichst schnell ersetzt werden. Das einzige Flugzeug, welches zeitnah zur Verfügung steht, ist die E-7 Wedgetail. Ab 2027 sollen 26 E-7A die Luftstreitkräfte modernisieren.
Zu den Entwicklungsprogrammen in einem sehr frühen Stadium gehört das Next Generation Air Dominance Jagdflugzeug. Dieser soll in den 2030er Jahren den F-22 Raptor ablösen.
Die US Air Force ist bestrebt, ihre Abhängigkeit von importierten fossilen Kraftstoffen im Umfang von jährlich knapp 2,4 Milliarden Gallonen (knapp 10.92 Milliarden Liter) zu reduzieren. Im Rahmen dieses Vorhabens erprobte sie am 26. März 2010 auf der Eglin Air Force Base erstmals eine vollständig von Biokraftstoffen angetriebene bemannte A-10 Thunderbolt II.

## Militärflugplätze (Auswahl)

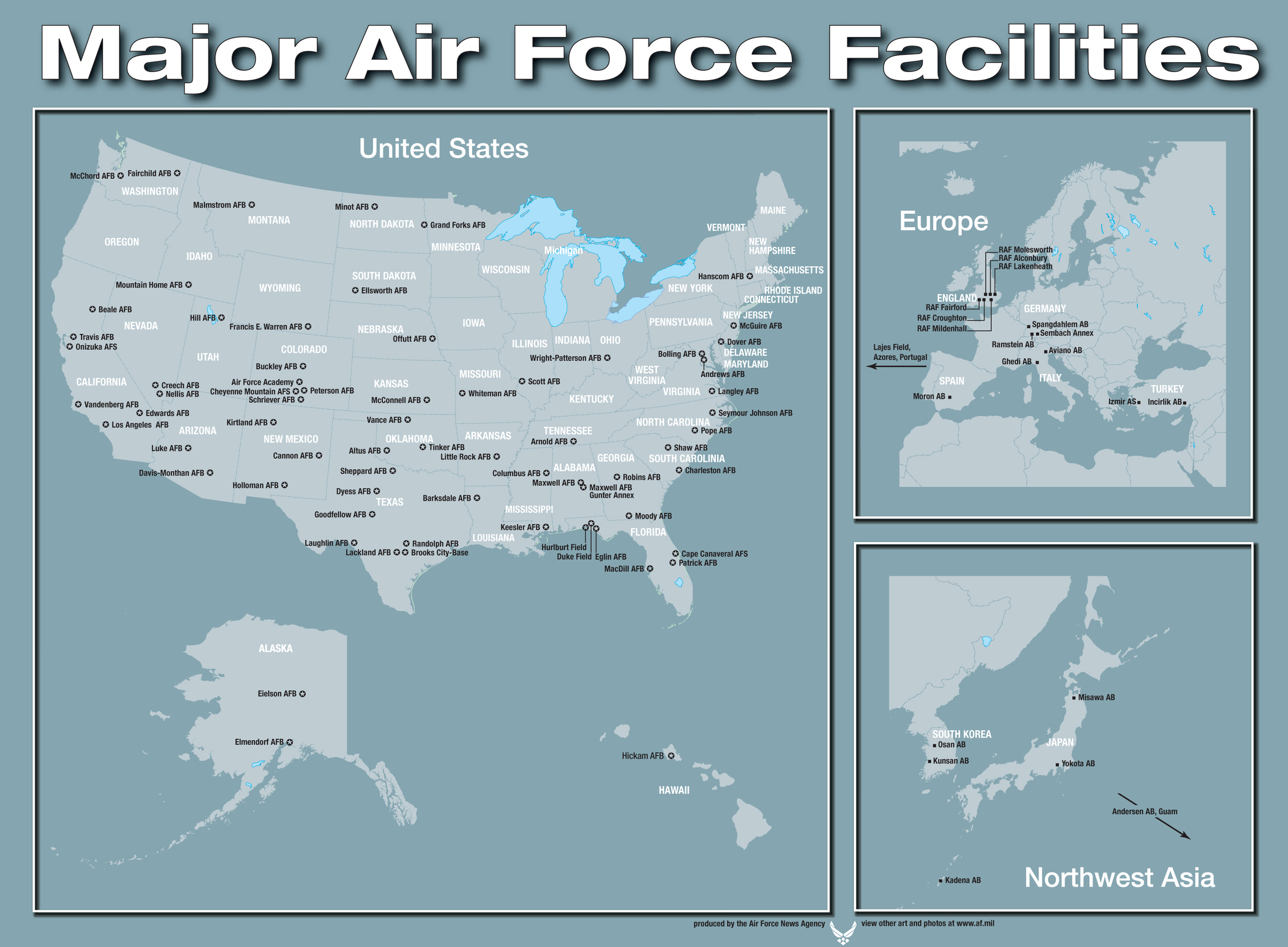
Karte der wichtigsten Stützpunkte der Air Force weltweit. Schematische Darstellung der USAF.

Militärflugplätze der Air Force auf US-Hoheitsgebiet werden grundsätzlich als „Air Force Base“ (AFB) bezeichnet, außerhalb dagegen als „Air Base“ (AB) oder kleinere als „Air Station“ (AS). Militärflugplätze der anderen Teilstreitkräfte haben abweichende Bezeichnungen.
| Name                                   | Eröffnung* | Lage           |
| -------------------------------------- | ---------- | -------------- |
| Andrews Air Force Base                 | 1943       | Maryland       |
| Barksdale Air Force Base               | 1932       | Louisiana      |
| Castle Air Force Base                  | 1941       | Kalifornien    |
| Davis-Monthan Air Force Base           | 1927       | Arizona        |
| Dyess Air Force Base                   | 1953       | Texas          |
| Edwards Air Force Base                 | 1942       | Kalifornien    |
| Eglin Air Force Base                   | 1935       | Florida        |
| Ellsworth Air Force Base               | 1942       | South Dakota   |
| Elmendorf Air Force Base               | 1940       | Alaska         |
| Joint Base Pearl Harbor-Hickam         | 1938       | Hawaii         |
| Holloman Air Force Base                | 1942       | New Mexico     |
| Lackland Air Force Base (Sitz der ISR) | 1941       | Texas          |
| Langley Air Force Base                 | 1916       | Virginia       |
| Luke Air Force Base                    | 1941       | Arizona        |
| MacDill Air Force Base                 | 1939       | Florida        |
| Minot Air Force Base                   | 1957       | North Dakota   |
| Mountain Home Air Force Base           | 1942       | Idaho          |
| Nellis Air Force Base                  | 1941       | Nevada         |
| Offutt Air Force Base                  | 1948       | Nebraska       |
| Peterson Air Force Base                | 1942       | Colorado       |
| Pope Air Force Base                    | 1918       | North Carolina |
| Randolph Air Force Base                | 1930       | Texas          |
| Schriever Air Force Base               | 1983       | Colorado       |
| Scott Air Force Base                   | 1917       | Illinois       |
| Sheppard Air Force Base                | 1941       | Texas          |
| Tinker Air Force Base                  | 1942       | Oklahoma       |
| Tyndall Air Force Base                 | 1941       | Florida        |
| Vandenberg Air Force Base              | 1941       | Kalifornien    |
| Whiteman Air Force Base                | 1942       | Missouri       |
| Wright-Patterson Air Force Base        | 1917       | Ohio           |

*Angabe bezieht sich auf die Öffnung des Flugfelds

### US-Militärflugplätze außerhalb der Vereinigten Staaten (Auswahl)
| Name                    | Eröffnung* | Schließung | Lage         | Bemerkungen |
| ----------------------- | ---------- | ---------- | ------------ | --- |
| Andersen Air Force Base | 1944       | aktiv      | Guam         | Ehemaliges Hauptquartier der 13th Air Force |
| Aviano Air Base         | 1911       | aktiv      | Italien      | Standort des 31st Fighter Wing |
| Clark Air Base          | 1903       | 1992       | Philippinen  | Bis zur Schließung größte amerikanische Basis außerhalb der USA |
| Incirlik Air Base       | 1955       | aktiv      | Türkei       | Eigentum der türkischen Luftstreitkräfte, Standort des 39th Air Base Wing |
| Iraklion Air Station    | 1954       | 1993       | Griechenland | Aufklärungsstandort nichtfliegender Kräfte des Air Force Intelligence Command |
| Joint Base Balad        | 2003       | 2011       | Irak         | 2003 erobert und Dezember 2011 an irakisches Militär rückübertragen. Hauptquartier US Army 3. Sustainment Command (Expeditionary) sowie des US Air Force 332. Air Expeditionary Wing, zentrales Logistikzentrum der US-Streitkräfte im Irak |
| Kadena Air Base         | 1945       | aktiv      | Japan        | Main Operating Base der USAF |
| Kunsan Air Base         | 1970       | aktiv      | Südkorea     | Ziviler Flughafen mit militärischem Teil, weitere Nutzer: Südkoreanische Luftwaffe |
| Misawa Air Base         | 1945       | aktiv      | Japan        | Militärischer Flughafen mit zivilem Teil, weitere Nutzer: japanische Luftselbstverteidigungsstreitkräfte, US-Army, US-Navy, NSA (Echelon)                                                                                                   |
| Pituffik Space Base     | 1951       | aktiv      | Grönland     | Überwachung von Raketenstarts und Weltraumaktivitäten in der Nördlichen Hemisphäre |
| Osan Air Base           | 1951       | aktiv      | Südkorea     | |
| Yokota Air Base         | 1945       | aktiv      | Japan        | Hauptquartier der 5. Luftflotte der Pacific Air Forces (PACAF) und der United States Forces Japan (USFJ) |

*Angabe bezieht sich auf die Öffnung des Flugfelds

### US-Militärflugplätze in Deutschland (Auswahl)
| Name                          | Eröffnung* | Schließung                                                        | Lage                |
| ----------------------------- | ---------- | ----------------------------------------------------------------- | ------------------- |
| Bitburg Air Base              | 1952       | 1994 und kurzzeitig 1997                                          | Rheinland-Pfalz     |
| Geilenkirchen Air Base (NATO) | 1953       | aktiv                                                             | Nordrhein-Westfalen |
| Erding Air Base               | 1945       | 1956                                                              | Bayern              |
| Fürstenfeldbruck Air Base     | 1945       | 1960                                                              | Bayern              |
| Hahn Air Base                 | 1952       | 1993, Nebengebäude bis 1995                                       | Rheinland-Pfalz     |
| Kaufbeuren Air Base           | 1945       | 50er Jahre                                                        | Bayern              |
| Landsberg Air Base            | 1947       | 1958                                                              | Bayern              |
| Neubiberg Air Base            | 1945       | 1957                                                              | Bayern              |
| Ramstein Air Base             | 1951       | aktiv                                                             | Rheinland-Pfalz     |
| Rhein-Main Air Base           | 1945       | 2005                                                              | Hessen              |
| Sembach Air Base              | 1953       | 1995, seitdem Sembach Annex, zu Ramstein gehörend                 | Rheinland-Pfalz     |
| Spangdahlem Air Base          | 1953       | aktiv                                                             | Rheinland-Pfalz     |
| Tempelhof Air Base (TCA)      | 1945       | 1993                                                              | Berlin              |
| Wiesbaden Air Base            | 1945       | aktiv seit 1993 von der US Army genutzt (Wiesbaden Army Airfield) | Hessen              |
| Zweibrücken Air Base          | 1952       | Mitte der 1990er Jahre                                            | Rheinland-Pfalz     |

*Angabe bezieht sich auf die Nutzung der US Air Force